# Michel Seydoux

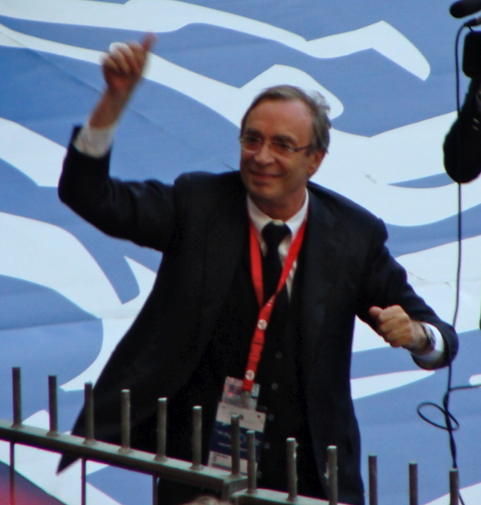
Michel Seydoux

Michel Seydoux (* 11. September 1947 in Paris) ist ein französischer Filmproduzent und Unternehmer. Er ist der Großonkel der Schauspielerin Léa Seydoux.
Michel Seydoux ist seit 1971 mit der Gründung seiner Firma Caméra One als Filmproduzent tätig. Er war auch im Aufsichtsrat der Filmfirmen Gaumont und Pathé. Mit Cyrano von Bergerac (1990) und Die Sonne, die uns täuscht (1994) war er für den British Academy Film Award für den Besten nicht-englischsprachiger Film nominiert. Für Urga wurde er 1993 mit dem Europäischen Filmpreis ausgezeichnet.
Von 2002 bis 2017 war er Präsident des Fußballvereins OSC Lille.

## Filmografie (Auswahl)
- 1975: Lily, hab mich lieb (Lily, aime-moi)
- 1979: Don Giovanni
- 1987: A Man in Love (Un homme amoureux)
- 1990: Cyrano von Bergerac (Cyrano de Bergerac)
- 1991: Urga
- 1993: Smoking / No Smoking
- 1994: Die Sonne, die uns täuscht (Утомлённые солнцем)
- 1997: Das Leben ist ein Chanson (On connaît la chanson)
- 1998: Der Barbier von Sibirien (Сибирский цирюльник)
- 2005: Der Filmer (Le Filmeur)
- 2009: Die Affäre (Partir)
- 2011: Pater
- 2013: Jodorowsky’s Dune (Dokumentarfilm)
- 2015: Birnenkuchen mit Lavendel (Le goût des merveilles)
- 2023: Die Eiche – Mein Zuhause (Le Chêne)